# Hôtel Dorléans
L’hôtel Dorléans est un hôtel du XVIIIe siècle situé à Valognes dans le département de la Manche en Normandie.

## Localisation
L'hôtel est situé au no 12 rue Alexis-de-Tocqueville.

## Historique
L’édifice est bâti en 1725,.

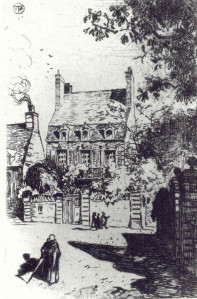
L'hôtel vers 1880 par Félix Buhot.

L’hôtel n’a pas subi de changements majeurs depuis la fin du XVIIIe siècle.
Il est acquis en 1807 par Victor François Guillaume François d’Orléans, procureur impérial en 1811 et président du tribunal de Valognes en 1819.
L’hôtel perd une partie de son jardin lors de la Reconstruction succédant à la bataille de Normandie .
Il a abrité les bureaux de la Caisse d'épargne durant la seconde moitié du XXe siècle[réf. souhaitée]. 
Le grand portail a été complètement refait à la fin du XXe siècle.
L'hôtel a été inscrit aux monuments historiques par un arrêté du 6 juin 2012, en particulier les éléments suivants : façades et toitures du logis, escalier et cage, escaliers d'accès au jardin, murs de clôture et de soutènement.

## Description
L’édifice rectangulaire comporte deux niveaux.
La façade sur rue, très sobre, comporte des baies ouvragées ou à linteau droit et un balcon à garde-corps en fer forgé. La toiture comporte trois lucarnes qui éclairent les combles,.
La façade sur jardin est plus simple mais comporte une saillie originale qui contient un escalier hélicoïdal. Une belle cage d’escalier doit être signalée. Cet élément d’architecture Renaissance est un archaïsme.
Deux escaliers permettent d’avoir accès au jardin situé à un niveau plus élevé que le logis.